# آلفرد اشتیگلیتس

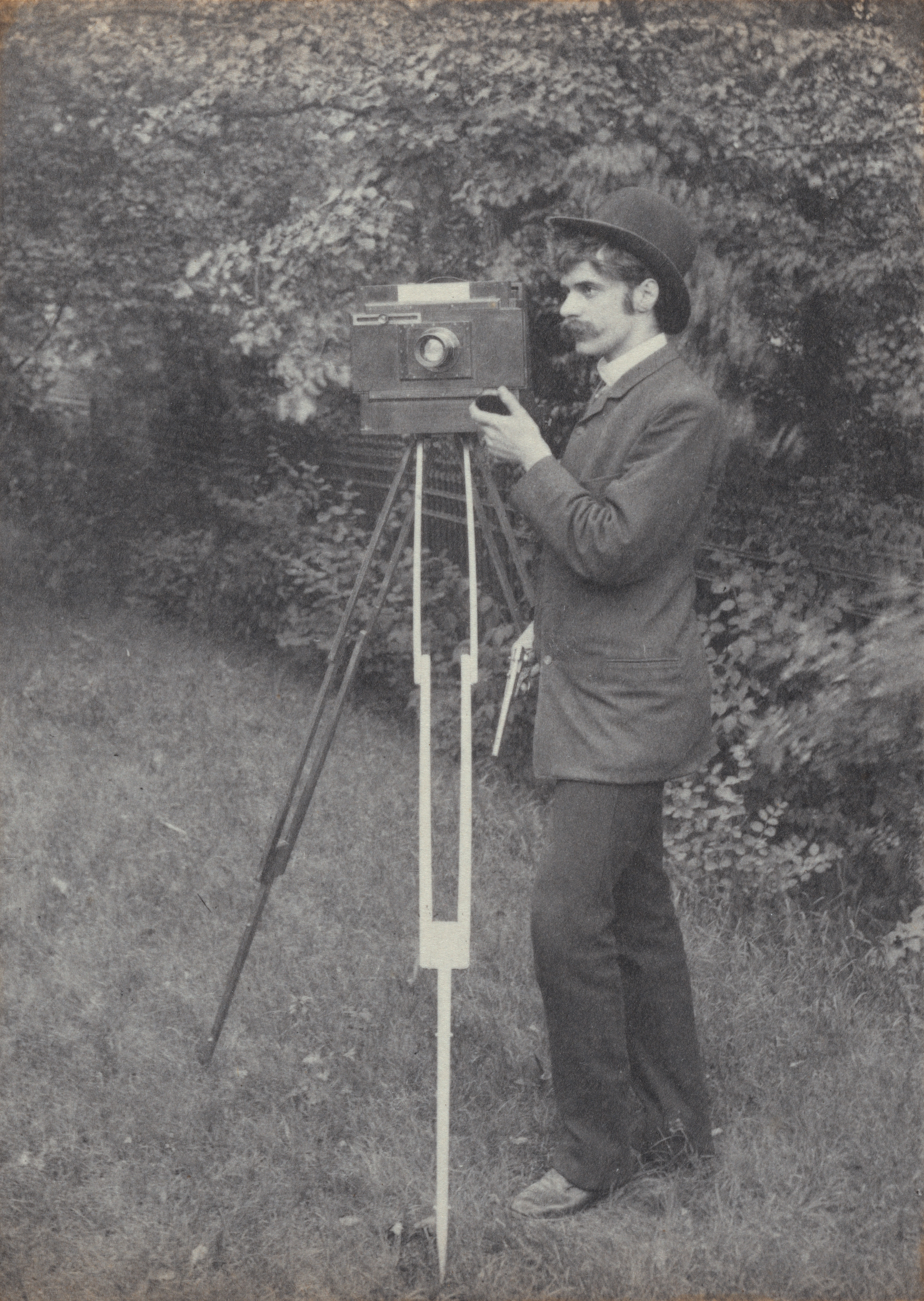
آلفرد اشتیگلیتس - ۱۸۸۶

آلفرد اشتیگْلیتْس یا آلفرد استیگْلیتْس (به انگلیسی: Alfred Stieglitz) عکاس آمریکایی، پایه‌گذار جنبش عکاسی جدایی‌طلب و از مدافعان عکاسی صریح بود و در طول فعالیت حرفه‌ای خود نقش به‌سزایی در قبولاندن عکاسی به عنوان یک شاخه از هنر داشت.
اشتیگلیتس، همانند اکثر عکاسان هم‌عصر خود، عکس‌هایی با مشخصه حکایت‌گونه می‌گرفت. یعنی عکس‌هایی که سرگذشتی را روایت می‌کردند و اساساً از نقاشی‌های مردم‌پسند الهام گرفته شده بودند. آثار او آنقدر طبیعی و واقع‌نما بود که وقتی در ۱۸۹۶ یکی از عکس‌هایش در نشریه فتوگرافیک تایمز به چاپ رسید، بسیاری از خوانندگان آن را تصویر یک نقاشی پنداشتند. وی هنرمندی بود که با کوشش‌های مجدانهٔ خود، به نخستین عکاسان قرن بیستم امکان داد که سبک متداول آن دوران را که شامل تقلید از موضوعات و جلوه‌های هنر نقاشی بود، کنار بگذارند و به تلقی نوین و خاص‌تری از عکاسی روی آوردند.
اشتیگلیتس در افزودن بر اهمیت امور بصری برای قرن بیستم سهم بسزایی داشت و مشروعیت دعوی عکاسی را مبنی بر این که نوعی قالب هنری به معنی کامل کلمه است، به اثبات رساند.

## زندگی
آلفرد استیگلیتز در ۱۸۶۴ در نیوجرزی از پدر و مادری آلمانی زاده شد. پدر او مردی ثروتمند و نقاشی غیر حرفه‌ای بود؛ بنابراین استیگلیتز در فضای آزادی طلبانه‌ای رشد کرد. در ۱۸۸۱ به آلمان رفت تا در آنجا به تحصیل مکانیک بپردازد، اما دو سال بعد به عکاسی علاقه‌مند شد و به زودی مکانیک را برای همیشه کنار گذاشت. عکاسی سریعاً مبدل به مشغله فکری حقیقی استیگلیتز شد و او را بر آن داشت که نه تنها بر جنبه فنی این رشته، بلکه بر وجه هنری آن نیز تسلط یابد. در ۱۸۸۷، در نمایشگاهی که رئیس هیئت داوران آن عکاس مشهور پیتر هنری امرسون بود، جایزه اول را دریافت کرد.
استیگلیتز در سال ۱۹۰۵ نخستین نگارخانه از مجموعه نگارخانه را با نام نگارخانه ۲۹۱ افتتاح کرد. نگارخانه ۲۹۱ میانجی و محل برخورد و مرکزی برای هنر و هنرمندان پیشرو بود. گرچه نگارخانه ۲۹۱ آثار متعددی از هنر اروپا را به نمایش گذاشت، اما استیگلیتز توجه خاصی به هنر آمریکا داشت.
استیگلیتز سرانجام در ۱۳ ژوئیه ۱۹۴۶ در شهر نیویورک در گذشت.

## نگارخانه

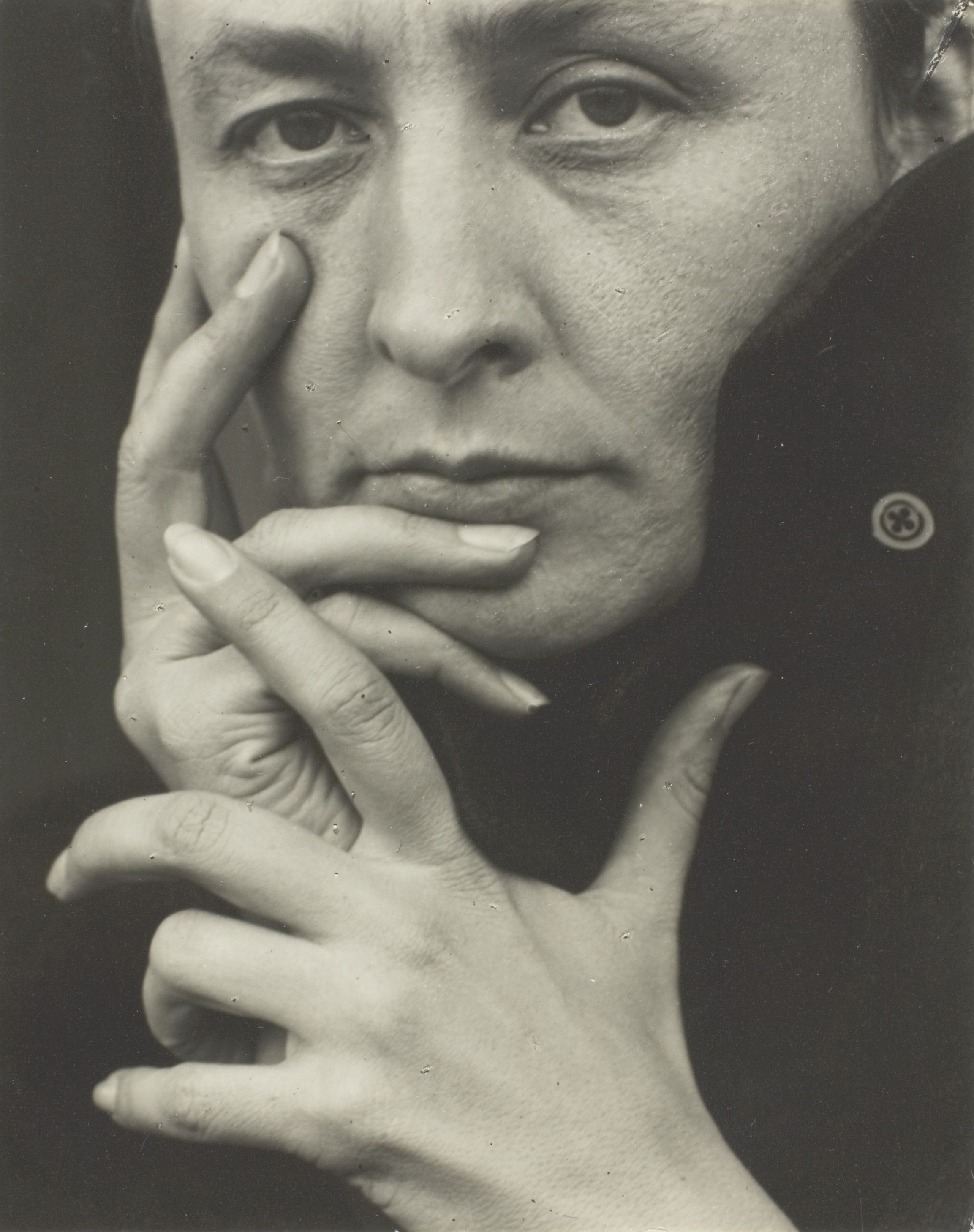
پرتره‌ای هنری از جورجیا اوکیف اثر آلفرد اشتیگلیتس به سال ۱۹۱۸ م.
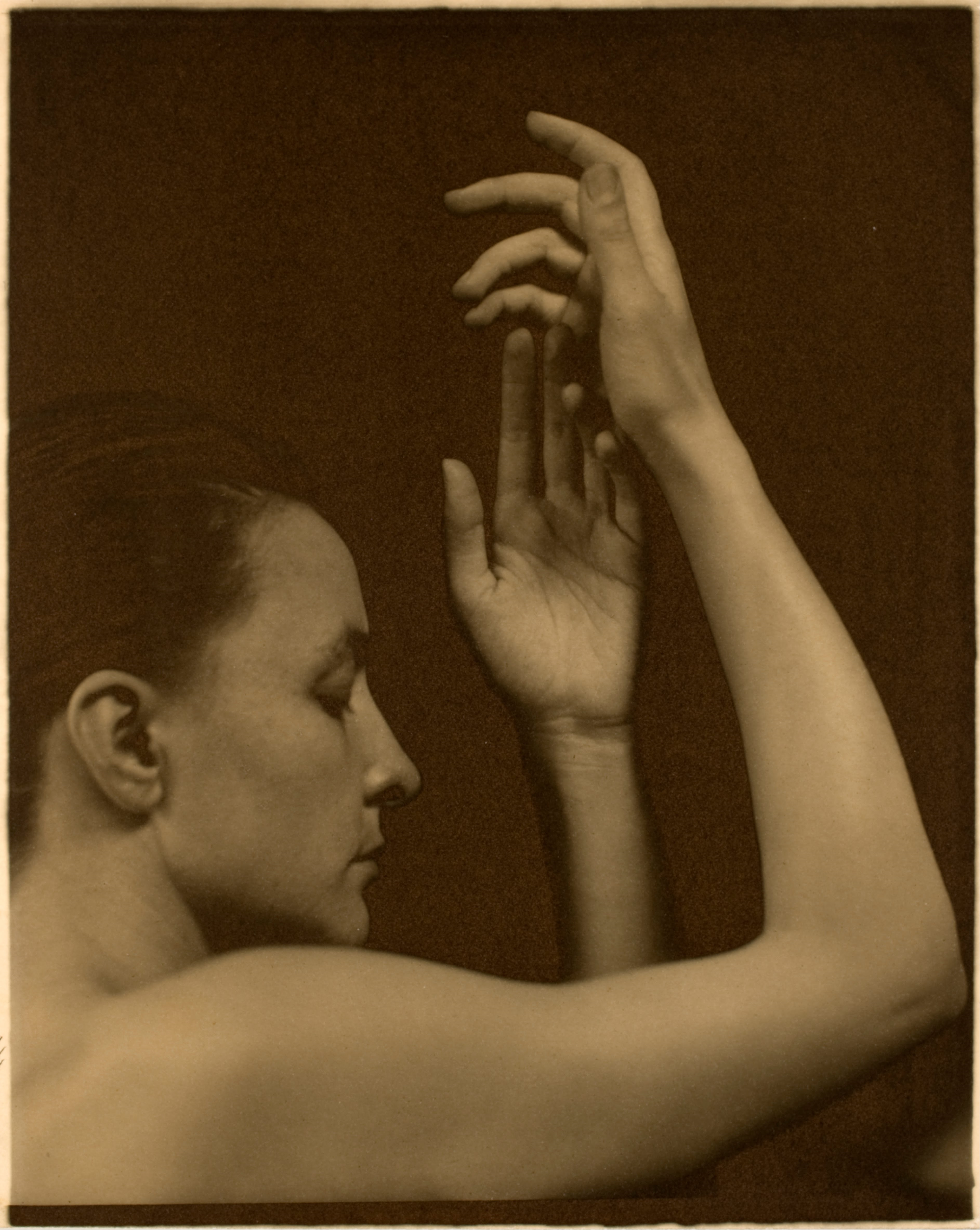
پرتره‌ای هنری از جورجیا اوکیف اثر آلفرد اشتیگلیتس به سال ۱۹۲۰ م.
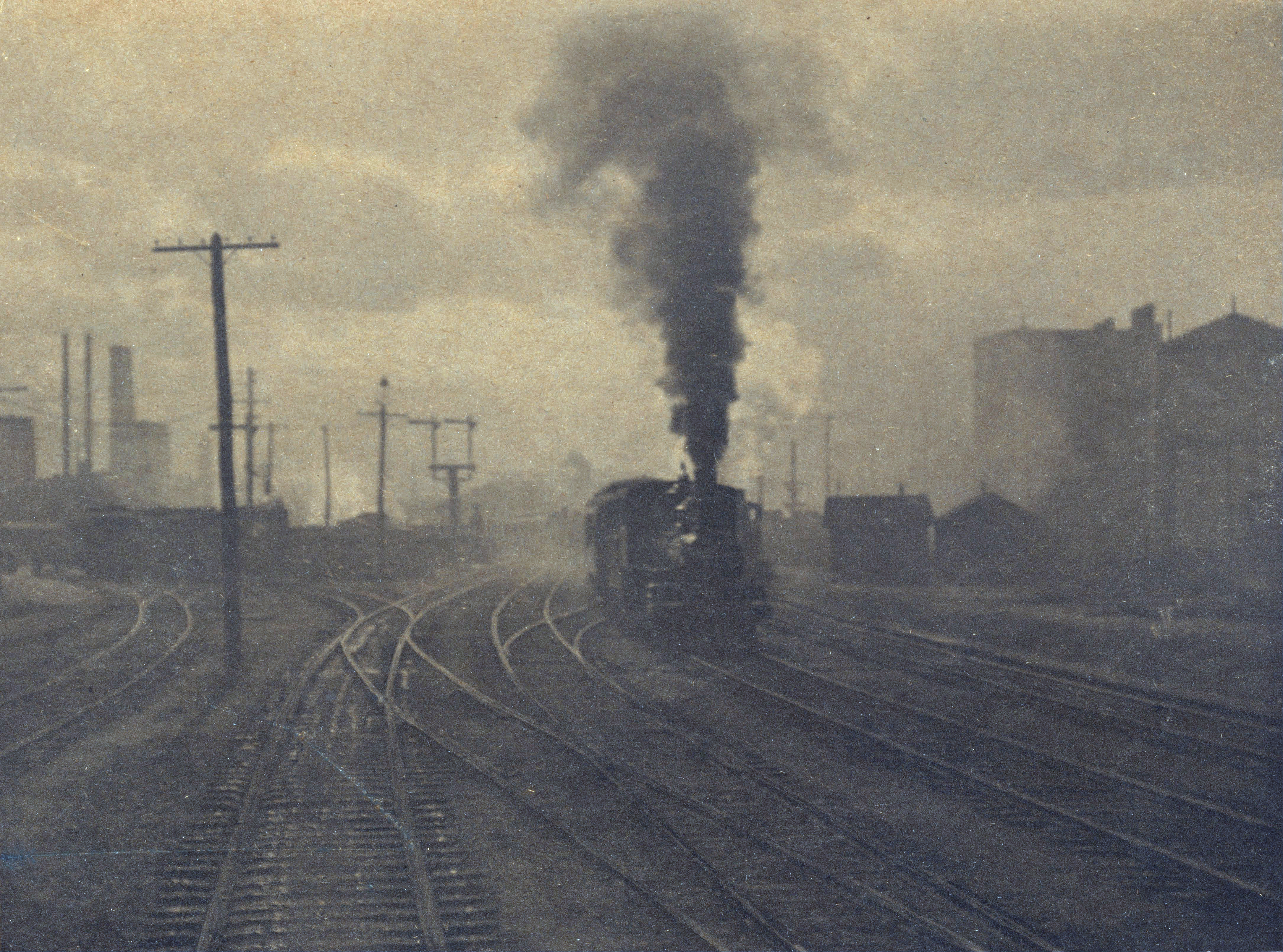
تلاش بشر، ۱۹۰۲
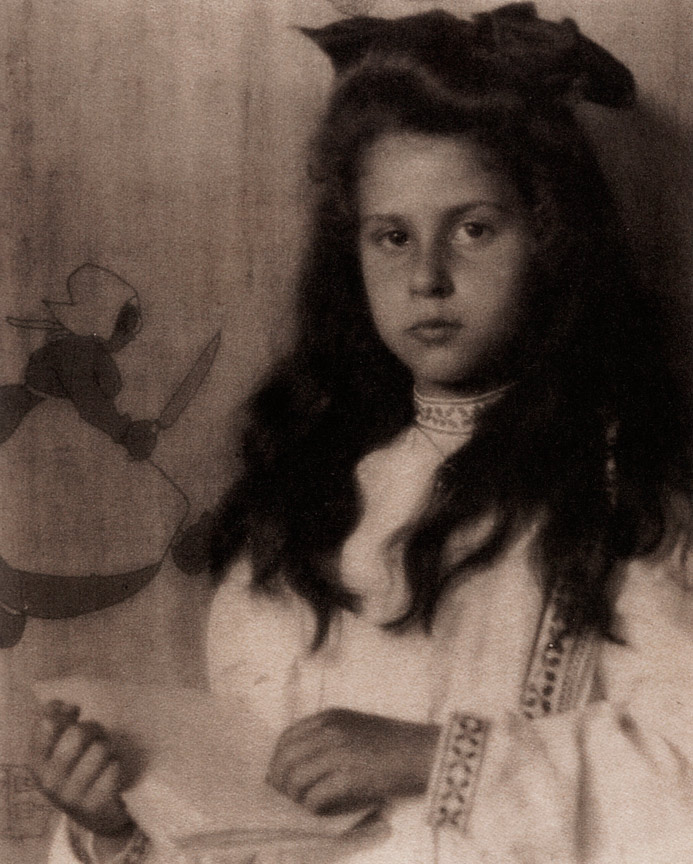
کاترین، ۱۹۰۵
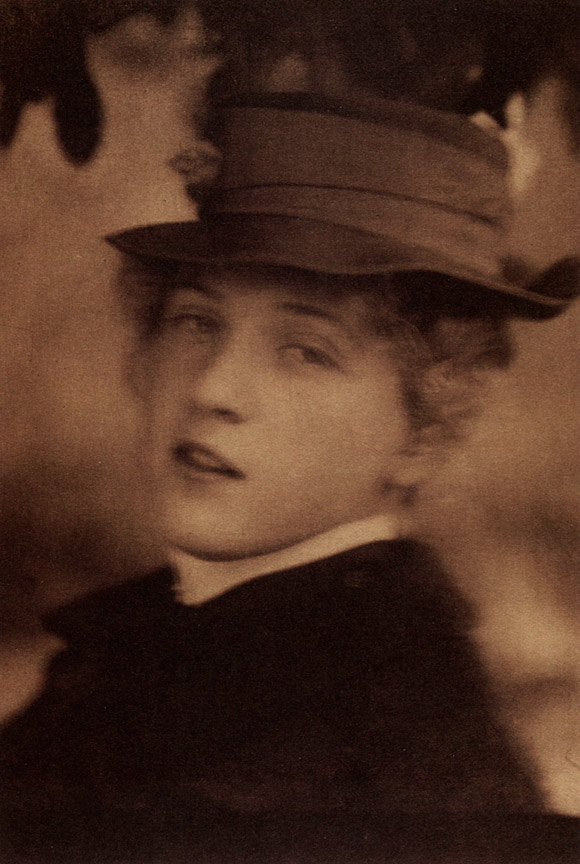
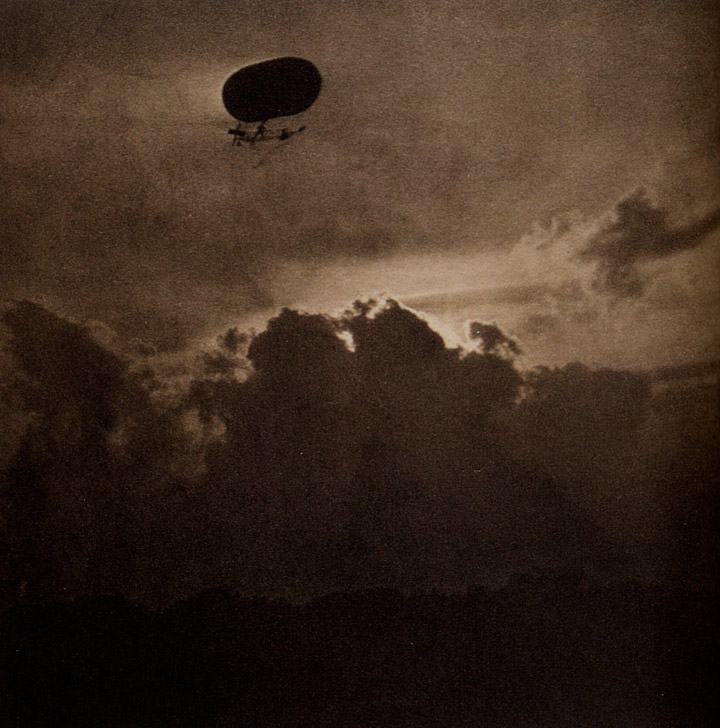
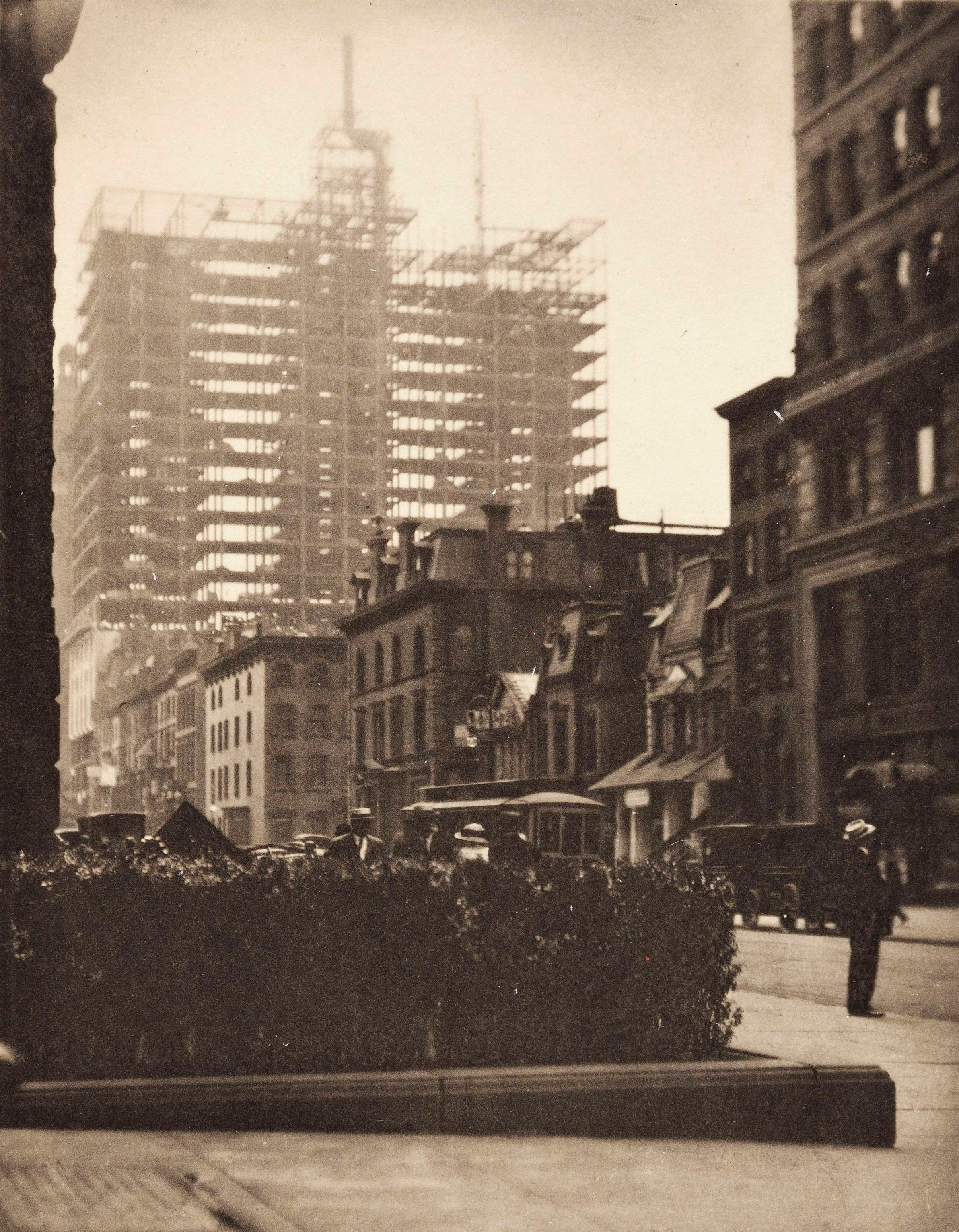
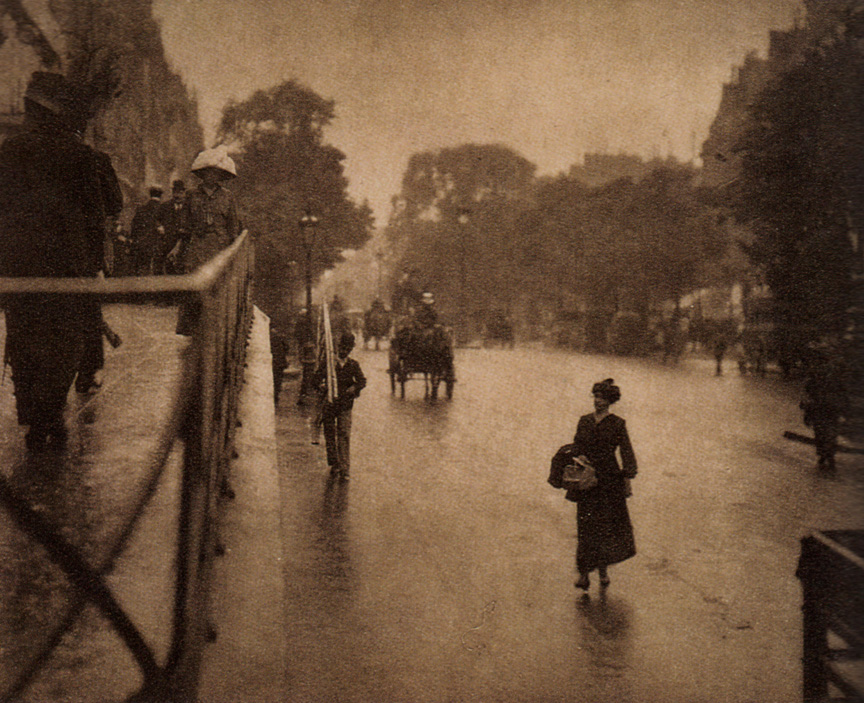
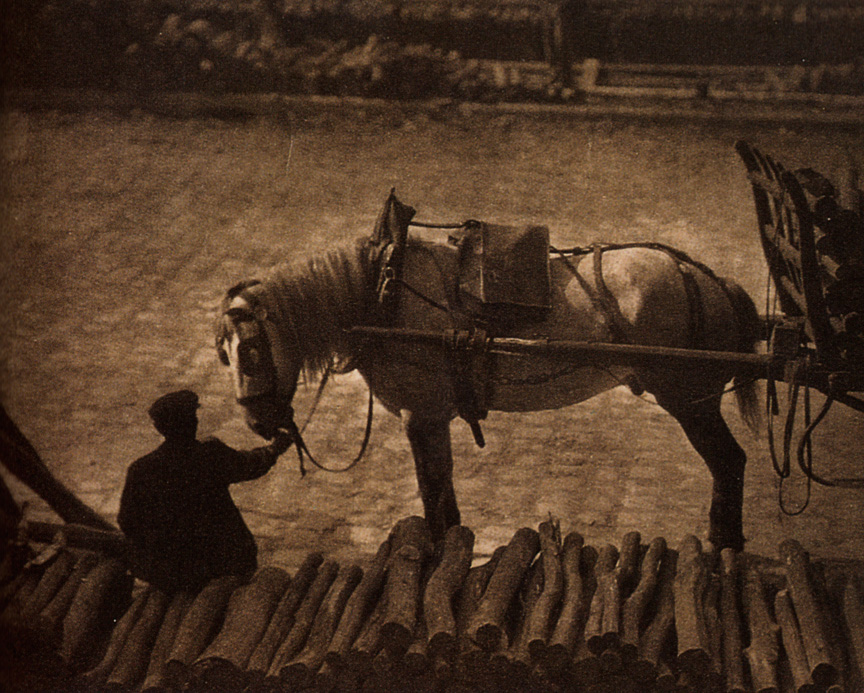
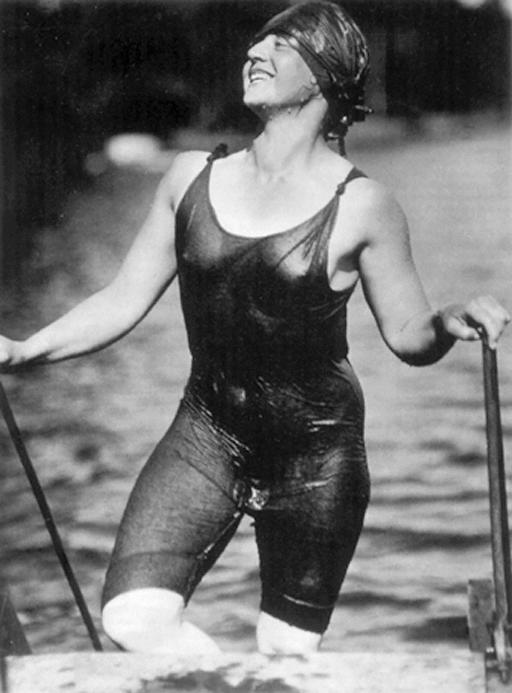
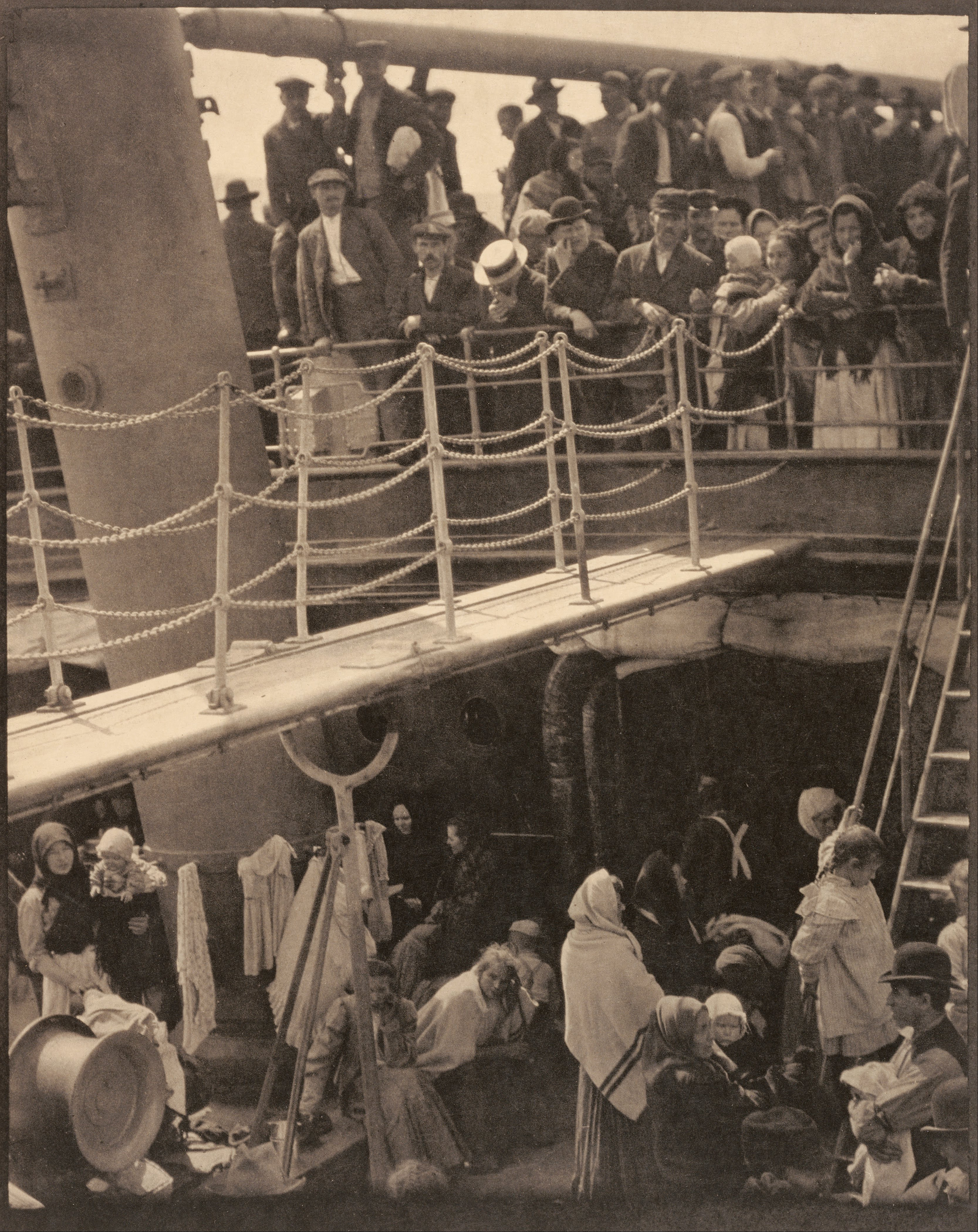